# Sebastian Schonlau
Sebastian Schonlau (Warburg, 5 de agosto de 1994) es un futbolista alemán. Juega de Defensa y su equipo actual es el Hamburgo S. V. de la 1. Bundesliga de Alemania.

## Trayectoria
Schonlau comenzó su carrera en el SC Paderborn 07 en el año 2014, a comienzos de la temporada, se marchó cedido al SC Verl volviendo en 2015, hizo su debut en la 1. Bundesliga en la temporada 2019-2020 con su club aunque no consiguieron la permanencia. En 2021, se hizo oficial su traspaso al Hamburgo S. V. donde firmó un contrato con duración hasta 2024.

## Clubes
| Club             | País     | Año       |
| ---------------- | -------- | --------- |
| SC Paderborn 07  | Alemania | 2014-2021 |
| SC Verl (cedido) | Alemania | 2014-2015 |
| Hamburgo S. V.   | Alemania | 2021-     |